# Aleksandr Samokhine
Aleksandr Samokhine (en russe : Александр Самохин) est un joueur russe de volley-ball né le 25 mai 1983. Il mesure 1,76 m et joue libero.

## Clubs
| Club                 | De        | À         |
| -------------------- | --------- | --------- |
| Neftiekhimik Salavat | 2005-2006 | 2005-2006 |
| Neftianik Orenbourg  | 2006-2007 | 2006-2007 |
| Oural Oufa-2         | 2007-2008 | 2008-2009 |
| DY Kaliningrad       | 2009-2010 | 2009-2010 |
| Neftianik Orenbourg  | 2010-2011 | 2011-2012 |
| VK Tioumen           | 2012-2013 | ...       |

## Palmarès
Néant.